# Парламентские выборы в Новой Зеландии (2020)
Парламентские выборы 2020 года в Новой Зеландии — выборы в парламент Новой Зеландии прошли в субботу 17 октября. Избиратели избрали 120 депутатов в Палату представителей, 72 — по одномандатному электорату и 48 — по закрытым партийным спискам. Также были проведены два референдума, один по личному употреблению каннабиса и один по эвтаназии. Обнародованы первоначальные результаты парламентских выборов, а предварительные результаты референдумов должны быть опубликованы 30 октября. Окончательные официальные результаты выборов и референдумов будут опубликованы 6 ноября.
Правящая Лейбористская партия, возглавляемая действующим премьер-министром Джасиндой Ардерн, одержала убедительную победу на выборах над Национальной партией во главе с Джудит Коллинз. Предварительные результаты показали, что лейбористы получили 64 места, что достаточно для правительства большинства. Это первый случай, когда партия получила достаточно мест для управления в одиночку с тех пор, как в 1996 году была введена система смешанного пропорционального представительства. Ардерн также добилась самого высокого процента партийных голосов от лейбористов (49,1 %), по крайней мере, за 50 лет, выиграв партийные голоса «практически в каждом электорате». Аналогичным образом, эти выборы были вторым худшим результатом для Национальной партии, которая продемонстрировала худшие результаты на выборах 2002 года.
В результате неожиданной победы Клои Сворбрик из «Зеленых» заняла место в Окленде в Центральном округе, которое освободила уходящая на пенсию Никки Кэй из Национальной партии, с перевесом в 492 голоса над Хелен Уайт из Лейбористской партии. Правая либертарианская партия ACT и Зелёные получили места на выборах, а Партия маори вновь вошла в парламент, получив кресло от округа Ваиарики. Популистская националистическая партия New Zealand First, возглавляемая заместителем премьер-министра Уинстоном Питерсом в коалиции с лейбористами, получила худший результат, потеряв все свои места.
Хотя результаты опросов общественного мнения, проведенных ранее в 2020 году, не показывали большого преимущества ни для Лейбористской, ни для Национальной партий, Ардерн и лейбористское правительство получили высокую оценку за их реакцию на распространение COVID-19 в Новой Зеландии. Затем опросы показали, что лейбористы могут либо получить правительство большинства, либо управлять с доверием и поддержкой со стороны Зелёных. При этом руководство Национальной партии сменилось дважды менее чем за три месяца; в итоге партия не смогла улучшить свои результаты. Считается, что лейбористы заручились поддержкой избирателей-центристов, многие из которых ранее голосовали за Национальную парию при Джоне Ки.